# Thorsten Schick (Fußballspieler)
Thorsten Schick (* 19. Mai 1990 in Graz) ist ein ehemaliger österreichischer Fußballspieler, der vorwiegend auf der rechten Seite als Mittelfeld- und Abwehrspieler zum Einsatz kam.

## Karriere

### Verein
Schick begann seine aktive Karriere als Fußballspieler im Jahre 1996 im Nachwuchsbereich des steirischen Vereins SK Sturm Graz. Er durchlief alle Jugendauswahlen des Vereines und kam ab der Saison 2006/07 für die U-19-Mannschaft der Grazer in der österreichischen U-19-Jugendliga zum Einsatz. In seiner ersten Saison absolvierte er 15 der 24 Meisterschaftspartien. Weiters kam er in dieser Spielzeit zu sechs Einsätzen für die Sturm Amateure. In der folgenden Saison 2007/08 kam Schick unter dem damaligen Trainer Hannes Reinmayr zu seinen ersten längeren Einsätzen in der Amateurmannschaft des SK Sturm Graz in der drittklassigen österreichischen Regionalliga Mitte. Dabei absolvierte er 28 von 30 Ligaspielen und erzielte drei Tore. In der Spielzeit 2008/09 kam Schick zu 25 Meisterschaftsspielen und zwei Treffern.
Zu Beginn der Saison 2009/10 wechselte er zum FC Gratkorn in die zweitklassige Erste Liga. Bei den Gratkornern kam er in der ersten Runde am 14. Juli 2009 beim 1:1 im Heimspiel gegen den First Vienna FC 1894 über die gesamte Spieldauer zum Einsatz. In der Herbstmeisterschaft kam er in 16 Ligapartien zum Einsatz und gab dabei eine Torvorlage. Weiters war er in der zweiten Runde des ÖFB-Cups 2009/10 beim Spiel gegen die Red Bull Juniors Salzburg im Einsatz. Am 21. Jänner 2011 wechselte Schick zum SCR Altach. Am 15. Juli 2011 erzielte er im Spiel gegen den TSV Hartberg sein erstes Tor im Dress der Altacher; es war auch sein erstes Tor in der zweithöchsten österreichischen Spielklasse. Im Juni 2012 schloss er sich dem FC Admira Wacker Mödling an. Im August 2014 kehrte er zum SK Sturm Graz zurück und schloss einen Dreijahresvertrag ab.
Zur Saison 2016/17 wechselte er in die Schweiz zum BSC Young Boys, bei dem er einen bis Juni 2017 laufenden Vertrag erhielt. Schick erspielte sich in der Schweiz schnell einen Stammplatz und überzeugte vor allem als guter Vorbereiter. Die Laufzeit verlängerte sich im Februar 2017 automatisch um ein Jahr, da er den 25. Einsatz in einem Wettbewerbsspiel bestritten hatte. In seiner zweiten Saison in der Schweiz gewann Schick mit den Bernern die erste Meisterschaft seit 32 Jahren. In der Saison 2018/19 verteidigte Schick mit den Bernern nicht nur erfolgreich den Meistertitel, sondern glänzte auch mit 11 Assists in der höchsten Liga. Nach der Saison 2018/19 verließ er BSC Young Boys und wechselte zurück nach Österreich zum SK Rapid Wien, bei dem er einen bis Juni 2022 laufenden Vertrag erhielt. Diesen verlängerte er an seinem 32. Geburtstag um zwei weitere Jahre bis Sommer 2024.
Nach seinem Vertragsende verließ er Rapid nach der Saison 2023/24 und wechselte zum Regionalligisten DSV Leoben. Bereits im Jänner 2025 verließ er den finanziell schwer angeschlagenen Klub, der kurz darauf Konkurs anmelden musste, zum Regionalligisten SV Wildon, wo er dann auch im Juni seine Karriere beendete.

### Nationalmannschaft
2009 stand Schick im Kader der österreichischen U-20-Nationalmannschaft. Für diese absolvierte er drei Spiele; sein Teamdebüt gab er am 12. August 2009 im Spiel gegen das Schweizer U-20-Fussballnationalteam.

## Trainerkarriere
Bereits während seiner Zeit beim SK Sturm Graz erhielt Schick im Juni 2008 die ÖFB-D-Trainerlizenz und absolvierte im Sommer 2010 einen Trainerlehrgang des LV. In dieser Zeit war er auch als Nachwuchstrainer beim SC Kalsdorf tätig. Während er von Dezember 2023 bis Juni 2024 beim SK Rapid Wien als Nachwuchstrainer aktiv gewesen war, erhielt er im Dezember 2024 die UEFA-B-Lizenz.

## Titel und Erfolge
BSC Young Boys
- Schweizer Meister: 2018, 2019